# Amazon Standard Identification Number
Amazon Standard Identification Number (ASIN) – 10-znakowy alfanumeryczny unikalny identyfikator przypisany przez Amazon.com i jego partnerów do identyfikacji produktu w organizacji Amazon. Kod ASIN nie zawiera cyfry kontrolnej. Wielkie i małe litery mają to samo znaczenie. Z dopuszczalnych znaków nie są wyłączone litery O i i, mimo możliwości ich pomylenia z cyframi.

## Opis
Pomimo nazwy (ang. standard = norma) użycie ASIN nie jest znormalizowane, ale ASIN jest konsekwentnie używany w serwisie Amazon.com. Słowo standard nie oznacza więc tutaj „normy zainicjowanej przez Amazon.com i stosowanej zewnętrznie”, a raczej „wewnętrzną normę Amazon.com”.
Każdy produkt sprzedawany na Amazon.com posiada unikatowy numer ASIN. Dla książek posiadających ISBN numer ASIN jest równoznaczny z kodem ISBN. Dla książek bez ISBN i wszystkich innych produktów jest tworzony przy przesłaniu informacji o produkcie do katalogu i umieszczany na stronie z jego opisem. Nie ma dwóch róznych produktów o tym samym numerze ASIN.
Na stronach Amazon.com przeznaczonych na rynek USA podstrona produktu zawsze zawiera ASIN w następującym formacie:
```
https://amazon.com/gp/product/TUTAJ-NUMER-ASIN
```

Zamiast tytułu lub autora numer ASIN (lub ISBN) może być używany do przeszukiwania bazy danych Amazon.com.
Przykładowy kod ASIN: B08YYWYFV1, a link https://amazon.com/gp/product/B08YYWYFV1 prowadzi bezpośrednio do strony produktu w katalogu AMAZON. W przeciwieństwie do kodu EAN-13 kod ASIN identyfikuje model, rozmiar i kolor danego produktu, nawet gdy ma tę samą cenę.